# Ашот II Багратуні
Ашот II Багратуні (вірм. Աշոտ Բ Բագրատունի; д/н —688) — 5-й гахерец ішхан (головуючий князь) Вірменії в 685—688 роках. Низка дослідників рахує його як Ашота I відповідно до переліку головуючих князів Вірменії.

## Життєпис
Онук Вараз-Тіроца II, марзпана Вірменії, і син аспета Смбата V. Ймовірно 681 року долучився до повстання Григора Маміконяна проти арабського панування. 685 року після загибелі останнього у боротьбі з хозарами, що вдерлися на Кавказ, прийняв титул гахерец ішхан і був визнаний новим халіфом Абд аль-Маліком, який стикнувся з численними повстаннями в державі. Це також було зроблено для посилення протистояння родів Маміконянів і Багратуні, завдяки чому не відбулося об'єднання вірменських аристократів.
Щойно його призначили, він почав виганяти хозарів, що спустошували Вірменію. Призначив спарапетом свого брата Смбата. Він побудував собор Аменаперкіч («Рятівник усіх людей») у місті Даріунк.
688 року до Вірменії вдерся візантійський імператор Юстиніан II. На чолі нахарарів і ішханів Ашот Багратуні дав відсіч супротивнику, змусивши того відступити. Під час боїв отримав поранення, від якого Ашот невдовзі помер. За цим Юстиніан II зумів поставити гахерец ішханом Нарсе V Камсаракана

## Творчість
Став першим світським автором церковним гімнів, твори якого були офіційно прийняті церквою. Деякими авторами цей духовний гімн був помилково приписаний Григору Магістросу.

## Родина
- Смбат (д/н—705), нахарар